# Biografielijst Ey

## Eya
- Étienne Eyadéma Gnassingbé (1935-2005), Togolees president
- Faure Essozimna Eyadéma Gnassingbé (1966), Togolees president

## Eyb
- Bruno Ninaber van Eyben (1950), Nederlands industrieel vormgever
- Cécile Goor-Eyben (1923-2024), Belgisch politica
- Elisabeth Françoise Eybers (1915-2007), Zuid-Afrikaans dichter

## Eyc

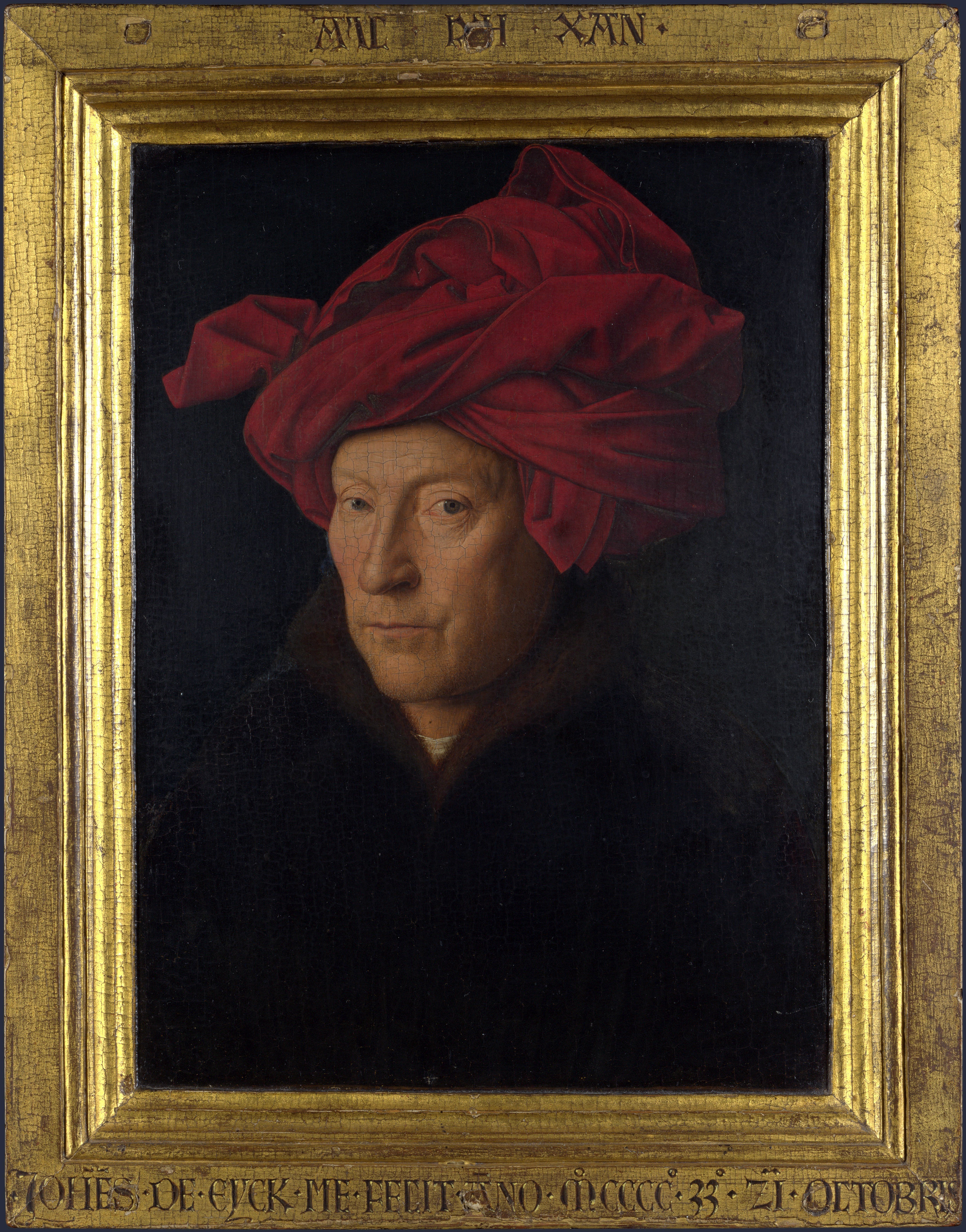
Jan van Eyck

- Adriaen Huybertsz. van Eyck (1616-1693), Nederlands schout
- Aldo Ernest van Eyck (1918-1999), Nederlands architect
- Caro van Eyck, pseudoniem van Gerarda Jacoba Everdina Taytelbaum, (1915-1979), Nederlands actrice
- Charles Hubert Eyck (1897-1983), Nederlands kunstschilder
- Huybrecht (Hubert) van Eyck (ca. 1366-1426), Vlaams schilder
- Jaap van Eyck (1968), Nederlands regisseur en journalist
- Jacob van Eyck (ca. 1590-1657), Nederlands musicus en componist
- Jan van Eyck (ca. 1390-1441), Vlaams schilder
- Nangila Naomi van Eyck (1984), Nederlands voetbalspeelster
- Pieter Nicolaas van Eyck (1887-1954), Nederlands dichter en literair criticus
- Karel Van Eycken (1943), Vlaams componist
- Jelle Eyckens (1991), Belgisch voetballer
- Rilke Eyckermans (1985), Vlaams actrice
- Veerle Eyckermans (1962), Vlaams actrice
- Wim Eyckmans (1973), Belgisch autocoureur
- Frans Nicolaas Marius Eyck van Zuylichem (1806-1876), Nederlands burgemeester
- Jannie van Eyck-Vos (1936-2020), Nederlands atlete

## Eyd
- Jean-Jacques Eydelie (1966), Frans voetballer

## Eye
- Eyedea, pseudoniem van Micheal Larsen, (1981-2010), Amerikaans freestyle underground battle rapper
- Anselmo Eyegue Nfono (1990), Equatoriaal Guinees voetballer
- Maria Theresia Eyer-Gorsen (1819-1924), Belgisch dorpsfiguur
- Lee Ulrich Eyerly (1892-1963), Amerikaans luchtvaartpionier en attractie-fabrikant

## Eyg
- Jef Eygel (1933-2005), Belgisch basketballer

## Eyj
- Hólmar Örn Eyjólfsson (1990), IJslands voetballer

## Eyk
- Henriëtta Catharina Maria (Henriëtte) van Eyk (1897-1980), Nederlands schrijfster
- Jacobus Petrus Sprenger van Eyk (1842-1907), Nederlands bewindsman
- Jan van Eyk (1927-1988), Nederlands kunstschilder
- Patrick Eyk (1966), Nederlands wielrenner
- Tonny Eyk (1940), Nederlands componist, arrangeur, accordeonist, pianist, orkestleider, producer, columnist en schrijver
- Gerrit Jan van Eyken (1832-1879), Nederlands organist en componist
- Heinrich van Eyken (1861-1908), Duits componist
- Johan Albert van Eyken (1823-1868), Nederlands organist en componist
- Ernest Jozef Leo van der Eyken (1913-2010), Belgisch componist, dirigent en altviolist
- Staf Van Eyken (1951), Vlaams crimineel
- Renée Eykens (1996), Belgisch atlete
- Pieter Eykhoff (1929-2000), Nederlands ingenieur en hoogleraar
- Karel Eduard Eykman (1936-2022), Nederlands kinderboekenschrijver, dichter en schrijver van liedjes

## Eyl
- Jan van Eyl (1926-1996), Nederlands beeldhouwer
- Marisa van Eyle (1964), Nederlands toneel-, televisie- en filmactrice
- Catherine Van Eylen (1971), Vlaams sportanker
- Ambrosius Emilius (Emile) Eylenbosch (1861-1949), Belgisch brouwer en politicus
- Gustaaf Jozef Karel Eylenbosch (1856-1939), Belgisch drukker

## Eym
- Marc Eymard, Belgisch wielrenner
- Pierre-Julien Eymard, (1811-1868), Frans priester en heilige
- Arnoldus Johannes Eymer (1803-1863), Nederlands kunstschilder, tekenaar, lithograaf en aquarellist
- Johanna Geertruida van Cittert-Eymers (1903-1988), Nederlands natuurkundige en wetenschapshistorica

## Eyn
- Antoon Maria Albert Van den Eynde, pseudoniem van Tone Brulin, (1926-2019), Vlaams toneelschrijver en -regisseur
- Edmond (Mon) Vanden Eynde (1924-1989), Belgisch atletiektrainer
- Ellen Van den Eynde (1989), Vlaams actrice
- Guillaume Isaac (Lomme) Vanden Eynde (1884-1948), Belgisch voetballer
- Jacob van den Eynde (ca. 1515-ca. 1570), Nederlands staatsman
- Jef van den Eynde (1879-1929), Vlaams studentenleider
- Joris Van den Eynde (1948), Vlaams acteur
- Louis Van den Eynde (1881-1966), Belgisch kunstschilder en graficus
- Lucas Van den Eynde (1959), Vlaams acteur
- Sébastien Van Den Eynde (1992), Belgisch voetballer
- Seraphin François (Francis) Van den Eynde (1946), Vlaams politicus
- Stanley Hubert Adolphe (Stan) Van den Eynde (1909-1994), Belgisch voetballer
- Theophile Joris (Jos) Van Eynde (1907-1992), Belgisch politicus
- Willem Van den Eynde (1990), Belgisch wielrenner
- Willem Van Eynde (1960), Belgisch wielrenner
- Willy Van den Eynde (1943), Belgisch wielrenner
- Hilde Eynikel (1949), Belgisch schrijfster, scenariste, journaliste, slaviste en doctor in de Moderne Geschiedenis
- Rombaut (Rum) Eynoudts (1613-ca. 1679), Vlaams kunstschilder en graveur

## Eyr
- Edward John Eyre (1815-1901), Brits ontdekkingsreiziger en koloniaal bestuurder
- Tommy Eyre (1949-2001), Engels toetsenist
- Henry Eyring (1901-1981), Amerikaans theoretisch chemicus van Mexicaanse komaf

## Eys

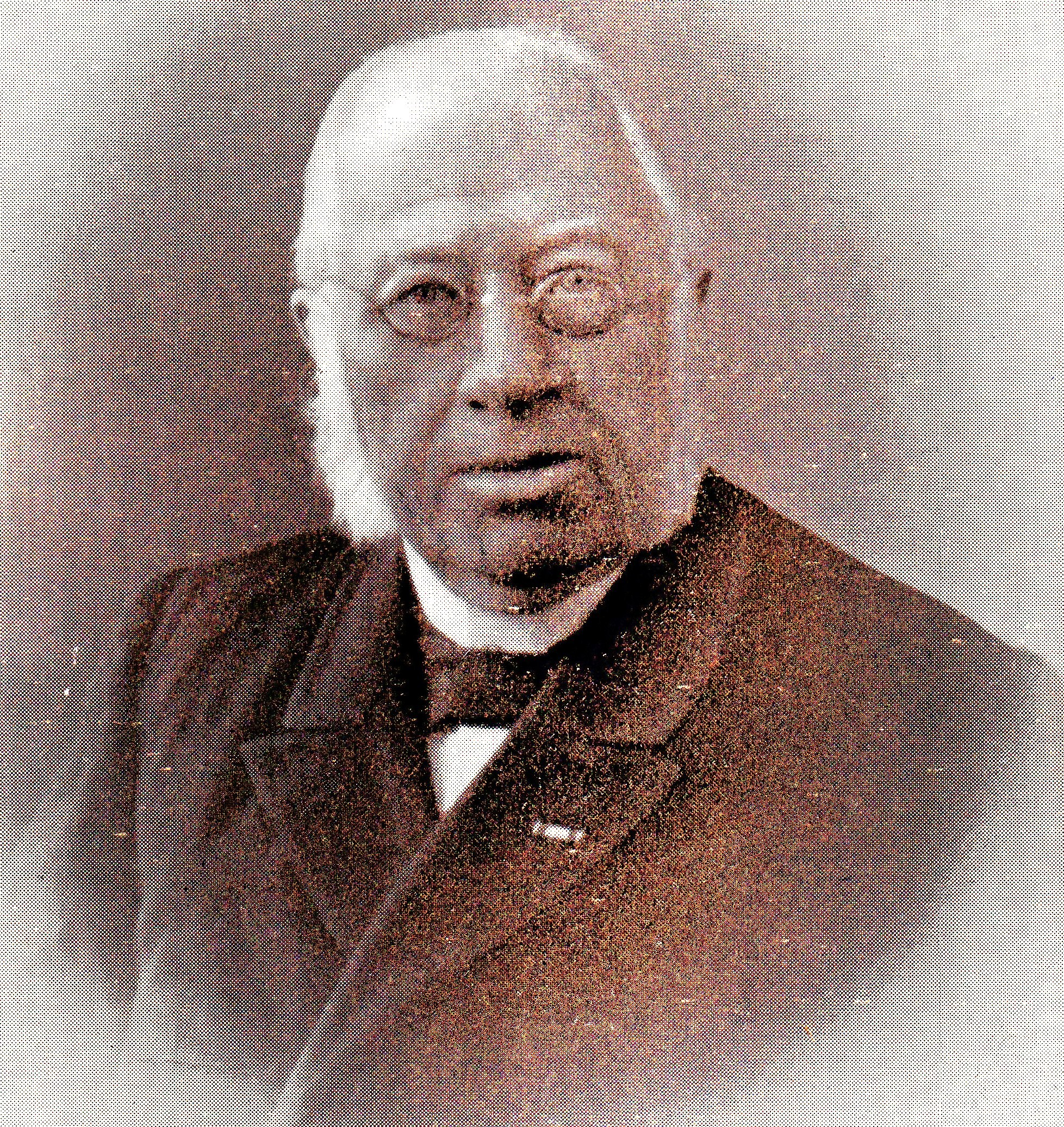
Aernout Philip Theodoor Eyssell

- Willem Jan van Eys (1825-1914), Nederlands jonkheer en taalkundige
- Charles-Gérard Eyschen (1800-1859), Luxemburgs jurist en politicus
- Paul Eyschen (1841-1915), Luxemburgs premier
- Mattheus Marinus (Matthieu) van Eysden (1896-1970), Nederlands acteur
- Hans Jürgen Eysenck (1916-1997), Duits-Engels psycholoog
- Ann Eysermans (1980), Vlaams componiste
- Frans Julius Johan van Eysinga (1818-1901), Nederlands politicus
- Ima van Eysinga (1881-1958), Nederlands schilderes en textielkunstenaar
- Gustaaf Adolf van den Bergh van Eysinga (1874-1957), Nederlands theoloog
- Idzerd Frans van Humalda van Eysinga (1843-1907), Nederlands jonkheer en politicus
- Schelte Hessel Roorda van Eysinga (1780-1829), Nederlands politicus
- Sicco Ernst Willem Roorda van Eysinga (1825-1887), Nederlands ingenieur, publicist en vrijdenker
- Gaston Eyskens (1905-1988), Belgisch premier
- Marc Maria Frans (Mark) Eyskens (1933), Belgisch econoom, politicus, premier (1981) en essayist
- Gaston Eysselinck (1907-1953), Belgisch architect
- Ben van Eysselsteijn (1898-1973), Nederlands redacteur
- Rognvald Eysteinsson (ca. 830-894), Noors edelman en wordt beschouwd als stichter van het Viking-koninkrijk van de Orkney-eilanden

## Eyz
- Tom Eyzenbach (1951), Nederlands illustrator en grafisch vormgever